# トッド・スタシュウィック
トッド・スタシュウィック(Todd Stashwick、1968年10月16日 - )はアメリカ合衆国出身の俳優。声優。脚本家。

## 人物
1968年にイリノイ州シカゴに生まれる。イリノイ州立大学を卒業した後に舞台デビュー。ロサンゼルスへ活動拠点を移した後はテレビドラマへの出演が中心となる。
『HEROES/ヒーローズ』のイーライ役や『12モンキーズ』のディーコン役などで知られている。2024年には『スタートレック:ピカード』での演技が高く評価されテレビ助演男優賞を受賞した。
また、アニメーション『トムとジェリー』シリーズなどでは声優としても活躍の場を広げている。
『スーサイド・スクワッド2』ではデヴィッド・バー・カッツと共に脚本家として参加。

## 主な出演作品

### 映画
| 公開年   | 邦題 原題                                                        | 役名       | 備考 |
| -------- | ---------------------------------------------------------------- | ---------- | ---- |
| 2006     | トラブル・マリッジ カレと私とデュプリーの場合 You, Me and Dupree | トニー     |      |
| 2007     | 狼たちの報酬 The Air I Breathe                                   | フランク   |      |
| 2013     | カリフォルニア・ゾンビ逃避行 April Apocalypse                    | 司祭       |      |
| 2014     | 鮮血ピエロの惨劇 Mockingbird                                     | トッド     |      |
| 2017     | ワイルド・ハニー Wild Honey                                      | ヴィンス   |      |
| 2019     | キム・ポッシブル Kim Possible                                    | ドラッケン |      |
| 2020     | ザ・ウェイバック The Way Back                                    | カート     |      |
| 時期未定 | スーサイド・スクワッド2 Suicide Squad 2                          |            | 脚本 |

### テレビドラマ
| 公開年      | 邦題 原題                                                                         | 役名                                      | 備考                  |
| ----------- | --------------------------------------------------------------------------------- | ----------------------------------------- | --------------------- |
| 1998        | ロー&オーダー Law & Order                                                         | ロジャー・アベル                          | 1エピソード           |
| 1998        | スピン・シティ Spin City                                                          | TV局ディレクター                          | 1エピソード           |
| 2000        | Dr.マーク・スローン Diagnosis Murder                                              | ピーター・ワーブルラー                    | 1エピソード           |
| 2001        | プロビデンス Providence                                                           | ヴィック                                  | 1エピソード           |
| 2002        | CSI:科学捜査班 Crime Scene Investigation                                          | マット                                    | 1エピソード           |
| 2003        | LAW & ORDER:犯罪心理捜査班 Law & Order: Criminal Intent                           | スコット・ボーマン                        | 1エピソード           |
| 2003        | 堕ちた弁護士 -ニック・フォーリン- The Guardian                                    | ジェッド・トビン                          | 2エピソード           |
| 2004        | 名探偵モンク Monk                                                                 | ジーン・エデルソン/ウィンストン・ブレナー | 1エピソード           |
| 2004        | スタートレック:エンタープライズ Enterprise                                        | タルク                                    | 1エピソード           |
| 2004        | ボストン・リーガル Boston Legal                                                   | マシュー・カルダー                        | 1エピソード           |
| 2005        | CSI:ニューヨーク CSI：NY                                                          | アイラ・ファインシュタイン                | 1エピソード           |
| 2006        | ママと恋に落ちるまで How I Met Your Mother                                        | スティーブ                                | 1エピソード           |
| 2005,2007   | Weeds ママの秘密 Weeds                                                            | 警備員                                    | 2エピソード           |
| 1999,2008   | LAW & ORDER:性犯罪特捜班 Law & Order: Special Victims Unit                        | マシュー・パーカー リッキー・ブレイン     | 異なる役で2エピソード |
| 2007 - 2008 | ザ・リッチズ The Riches                                                           | デイル・マロイ                            | 20エピソード          |
| 2008        | スーパーナチュラル Supernatural                                                   | 吸血鬼                                    | 1エピソード           |
| 2008        | ゴースト 〜天国からのささやき Ghost Whisperer                                     | アラン・ウォルターズ                      | 1エピソード           |
| 2008        | ターミネーター サラ・コナー・クロニクルズ Terminator: The Sarah Connor Chronicles | マイロン・スターク/T-888                  | 1エピソード           |
| 2009        | メンタリスト The Mentalist                                                        | ジャレッド・レンフリュー                  | 1エピソード           |
| 2009        | ライ・トゥ・ミー 嘘は真実を語る Lie to Me                                         | ヒュー・エリス                            | 1エピソード           |
| 2009 - 2010 | HEROES/ヒーローズ Heroes                                                          | イーライ                                  | 6エピソード           |
| 2010        | デトロイト1-8-7 Detroit 1-8-7                                                     | ヘンリー・マロイ                          | 2エピソード           |
| 2011        | プライベート・プラクティス 迷えるオトナたち Brett Loveman                         | ブレット                                  | 1エピソード           |
| 2011        | ザ・グレイズ フロリダ殺人事件簿 The Glades                                        | ジャレッド・ノーラン                      | 1エピソード           |
| 2007,2011   | バーン・ノーティス 元スパイの逆襲 Burn Notice                                     | カルメロ・ダンテ                          | 2エピソード           |
| 2004,2011   | CSI:マイアミ CSI: Miami                                                           | フレッド・マッセイ スティーブ・デイヴィス | 異なる役で2エピソード |
| 2012        | レバレッジ 〜詐欺師たちの流儀 Leverage                                            | トミー・マドセン                          | 1エピソード           |
| 2012        | JUSTIFIED 俺の正義 Justified                                                      | アッシュ・マーフィー                      | 4エピソード           |
| 2012        | HAWAII FIVE-0 Hawaii Five-0                                                       | ギル・スケット                            | 1エピソード           |
| 2012        | レボリューション Revolution                                                       | ドレクセル                                | 1エピソード           |
| 2013        | グレイズ・アナトミー 恋の解剖学 Grey's Anatomy                                    | Mr.クレイマー                             | 1エピソード           |
| 2013        | ウェアハウス13 〜秘密の倉庫 事件ファイル〜 Warehouse 13                           | ホフグレン地方検事                        | 1エピソード           |
| 2013        | クリミナル・マインド FBI行動分析課 Criminal Minds                                 | エディ・リー・ウィルコックス              | 1エピソード           |
| 2013 - 2014 | オリジナルズ The Originals                                                        | キーラン・オコーネル                      | 12エピソード          |
| 2014 - 2015 | ティーン・ウルフ Teen Wolf                                                        | ヘンリー・テイト                          | 3エピソード           |
| 2015        | 銃弾の副作用 Complications                                                        | ホーソン刑事                              | 1エピソード           |
| 2014 - 2015 | GOTHAM/ゴッサム gotham                                                            | リチャード・シオニス/ザ・マスク           | 2エピソード           |
| 2015 - 2018 | 12モンキーズ 12 Monkeys                                                           | ディーコン                                | 35エピソード          |
| 2018        | 奇妙な天使 Strange Angel                                                          | マーベル・パーソンズ                      | 1エピソード           |
| 2019        | アメリカン・ホラー・ストーリー：1984 American Horror Story: 1984                  | ブレイク                                  | 1エピソード           |
| 2020        | S.W.A.T. S.W.A.T                                                                  | ティー・グノーラン                        | 3エピソード           |
| 2021        | 9-1-1: LONE STAR 9-1-1: Lone Star                                                 | デニス・レイモンド                        | 2エピソード           |
| 2023        | スタートレック:ピカード Star Trek:Picard                                          | リアム・ショー                            | 10エピソード          |
| 時期未定    | ヴィジョン・クエスト Vision Quest                                                 |                                           | 仮題                  |

### 声の出演
- おくびょうなカーレッジくん Courage the Cowardly Dog (2000 - 2001)
- フィニアスとファーブ Phineas and Ferb (2010 - 2012)
- トムとジェリー オズの魔法使 Tom and Jerry & The Wizard of Oz (2011) - ライオン
- トムとジェリー すくえ! 魔法の国オズ Tom and Jerry: Back to Oz (2016) - ライオン

### ゲーム
- FORSPOKEN Forspoken (2023) - 脚本
- マーベル 1943: ライズ オブ ヒドラ Marvel 1943: Rise of Hydra (2025)  - 脚本